# Johannes van Walbeeck
 (décembre 2020).
Si vous disposez d'ouvrages ou d'articles de référence ou si vous connaissez des sites web de qualité traitant du thème abordé ici, merci de compléter l'article en donnant les références utiles à sa vérifiabilité et en les liant à la section « Notes et références ».
 (avril 2015).
Johannes Van Walbeeck (1602 – vers 1649) est un amiral, explorateur et corsaire néerlandais.

## Biographie
Entre 1623 et 1626, il effectue le tour du monde en tant que navigateur et cartographe de la flotte de Jacques L'Hermite. En 1629, il entre au service de la Compagnie néerlandaise des Indes occidentales. Il s'empare de Curaçao en 1634 et devient le premier gouverneur des Antilles néerlandaises. Il reste en poste jusqu'en 1638, après quoi il est envoyé au Brésil. Il rentre aux Pays-Bas en 1647.